# Boris Unbegaun
Boris Ottokar Unbegaun (en russe : Борис Генрихович Унбегаун), né à Moscou en 1898 et mort à New York en 1973 est un slaviste, ancien sujet Russe allemand de l'Empire russe, qui émigra après la Révolution russe et fit une carrière universitaire en France, où il fut formé et demeura trente-trois ans, puis en Grande-Bretagne, et dans les toutes dernières années de sa vie à New York.

## Biographie
D'après Nikita Ilitch Tolstoï, Unbegaun était « un savant avec un nom allemand ; mais avec une conscience de soi, un cœur et un destin tourmenté russes. » Il naît de parents allemands luthériens à Moscou et fait ses études au lycée luthérien de Moscou, puis à la prestigieuse école d'artillerie Constantin de Saint-Pétersbourg, qu'il termine en 1917, année de la Révolution russe. Il combat pendant les derniers temps de la guerre en tant que sous-lieutenant sur le front roumain, la Russie étant du côté des alliés ; mais la paix négociée avec l'Allemagne par les bolchéviques finit de le projeter du côté de l'Armée blanche des généraux Dénikine et Wrangel. La défaite l'oblige à quitter définitivement son pays pour sauver sa vie. Il a vingt-et-un ans.
Démobilisé, il est étudiant à l'université de Ljubljana en Slovénie (1922-1924), puis émigre à Paris où il étudie à la Sorbonne. Il a pour enseignants entre autres André Vaillant, Antoine Meillet, André Mazon. Après ses études, on lui propose le poste de bibliothécaire de l'institut des études slaves de Paris, où il peut se livrer à des recensions et constituer matière à ses études de linguistique slave, de langue et de littérature russes. Il publie de 1931 à 1961 des notes critiques en moyenne de six livres par an dans des revues savantes, telles que Revue des bibliothèques, Revue critique d'histoire et de la littérature, Bulletin de la Société linguistique de Paris, Irénikon, etc. Cependant c'est dans la Revue des études slaves qu'il va contribuer le plus régulièrement de 1928 à 1968. Ses contributions sur le slavon d'Église, par exemple, sont précieuses, à une époque où ce domaine était impossible à étudier en Union soviétique.
Il présente son doctorat ès lettres en 1935 sur La Langue russe au XVIe siècle (1500-1550) et publie deux livres sur les flexions nominales de la langue russe du XVIe siècle et sur la langue littéraire serbe du XVIIIe siècle. Il fait la connaissance à l'été de cette année-là de Marina Tsvetaïeva qui vivait dans le dénuement en proche banlieue parisienne. Elle le décrit dans une lettre comme « un jeune Russe allemand dans le genre de Dahl, grand et modeste philologue ». Unbegaun publie en 1936 ses premières parutions d'onomastique. Il est chargé de cours à l'université libre de Bruxelles en 1936, et l'année suivante maître de conférences à l'université de Strasbourg. Il est visiting professor pendant le semestre 1938-1939 à l'université Columbia de New York.
Pendant l'occupation, Unbegaun se trouve replié à Clermont-Ferrand avec ses collègues universitaires strasbourgeois. Il est arrêté par la Gestapo et déporté le 25 novembre 1943 dans un camp de concentration de Buchenwald, pour faits de résistance. Il y demeure jusqu'à la libération du camp, le 8 avril 1945, par l'armée américaine. Il publie un article en 1947 sur l'argot des prisonniers slaves dans les camps de concentration allemands. Il enseigne après la guerre à l'université de Strasbourg, qui lui doit de posséder une des bibliothèques slavistiques les plus riches de France, et en même temps à l'université libre de Bruxelles et quelques mois en 1948 à l'université d'Oxford.
Il décide à cinquante-quatre ans de donner un nouveau cap à sa carrière professionnelle en s'installant définitivement à Oxford en 1953. Il est professeur de philologie comparée de langues slaves, chaire nouvellement créée pour lui. Cependant il accepte, après avoir été mis à la retraite à l'âge de soixante-six ans, la proposition de l'université de New York d'y venir enseigner en tant que professeur de linguistique slave hors-cadre. Il meurt à New York huit ans plus tard.
Il était membre associé de l'Académie royale de Belgique et membre correspondant de l'Akademie der Wissenschaften und der Literatur de Mayence. Il a obtenu la nationalité française en 1929.

## Quelques publications
- Catalogue des périodiques slaves et relatifs aux études slaves des bibliothèques de Paris, Paris, Librairie ancienne Honoré Champion, 1929
- La Langue russe au XVIe siècle (1500-1550), t. 1, La Flexion du nom, Paris, Institut d'études slaves de l'université de Paris, 1935
- Les Débuts de la langue littéraire chez les Serbes, Paris, Librairie ancienne Honoré Champion, 1935
- Les Religions des Celtes, des Germains et des anciens Slaves, in: Albert Grenier, Les Religions étrusque et romaine, Paris, Presses universitaires de France, 1948 (avec Joseph Vendryès et Ernest Tonnelat)
- Grammaire russe, Paris, Les Langues du monde, 1951
- L'Origine du nom des Ruthènes, Winnipeg, Académie ukrainienne libre des sciences, 1953
- Russische Grammatik, Göttingen, Vandehoeck & Ruprecht, 1969
- Drei russische Grammatiken des 18. Jahrhunderts. Nachdr. der Ausg. von 1706, 1731 und 1750, Munich, Fink, 1969
- Selected papers on Russian and Slavonic philology, Oxford, Clarendon Press, 1969

### Quelques articles
- L'Héritage cyrillo-méthodien en Russie, in: « Cyrillo Methodiana: zur Frühgeschichte des Christentums bei den Slawen 863-1963 », Cologne-Graz, 1964, p. 470–482
- Le russe littéraire est-il d'origine russe ?, in: « Revue des études slaves », volume 44, Paris, 1965

## Source
- (ru) Cet article est partiellement ou en totalité issu de l’article de Wikipédia en russe intitulé « Унбегаун, Борис Генрихович » (voir la liste des auteurs).